# Cody Bass
Cody Bass (* 7. Januar 1987 in Owen Sound, Ontario) ist ein ehemaliger kanadischer Eishockeyspieler und -scout, der im Verlauf seiner aktiven Karriere zwischen 2003 und 2019  unter anderem 85 Spiele für die Ottawa Senators, Columbus Blue Jackets und Nashville Predators in der National Hockey League (NHL) auf der Position des Centers bestritten hat. Darüber hinaus absolvierte Bass annähernd 500 weitere Partien in der American Hockey League (AHL).

## Karriere

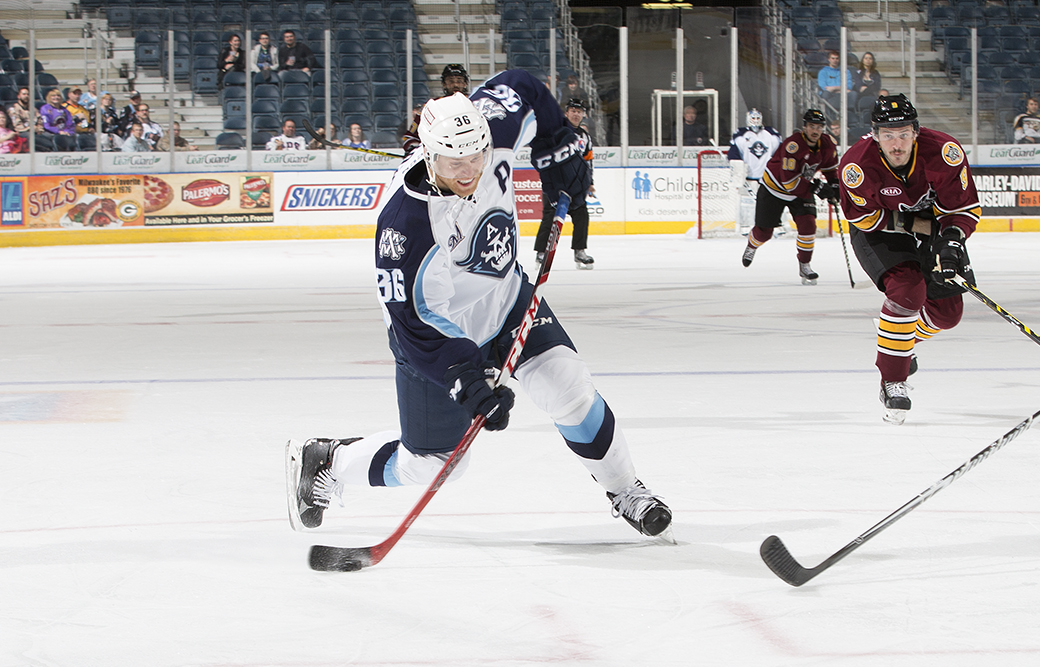
Bass im Trikot der Milwaukee Admirals (2015)

Cody Bass begann seine Karriere als Eishockeyspieler in der kanadischen Juniorenliga Ontario Hockey League (OHL), in der er von 2003 bis 2007 für die Mississauga IceDogs und Saginaw Spirit aktiv war. In dieser Zeit wurde er im NHL Entry Draft 2005 in der vierten Runde als insgesamt 95. Spieler von den Ottawa Senators aus der National Hockey League (NHL) ausgewählt.
Für die Senators gab er in der Saison 2007/08 sein Debüt in der NHL. In den beiden Spielzeiten zuvor stand der Angreifer bereits in insgesamt 14 Spielen für das Farmteam Ottawas aus der American Hockey League (AHL), die Binghamton Senators, auf dem Eis. Im November 2008 verletzte sich Bass an der Schulter, woraufhin er für den Rest der Saison kein einziges Spiel mehr bestreiten konnte. Nach vier Jahren in der Organisation der Senators unterzeichnete der Free Agent im Juli 2011 einen Zweiwegevertrag für ein Jahr bei den Columbus Blue Jackets, der in der Folge auf insgesamt drei Jahre verlängert wurde. Überwiegend kam Bass beim Farmteam der Blue Jackets, den Springfield Falcons, in der AHL zum Einsatz. Im Anschluss verbrachte er ein Jahr in Rockford bei den IceHogs aus der AHL, ehe er im Juli 2015 einen Einjahresvertrag bei den Nashville Predators unterschrieb und dort ebenfalls beim Farmteam spielte.
Nachdem sein Vertrag im Sommer 2016 um zwei Jahre verlängert worden war, erhielt er im Juli 2018 keinen neuen Kontrakt in Nashville. In der Folge unterzeichnete Bass im September 2018 einen auf die AHL beschränkten Vertrag bei den Colorado Eagles. Im Anschluss an die Saison 2018/19 beendete der Stürmer seine aktive Karriere und arbeitete danach vier Jahre bis zum Sommer 2023 als Scout für die Colorado Avalanche.

### International
Für Kanada nahm Bass an der U18-Junioren-Weltmeisterschaft 2005 teil, bei der er mit seiner Mannschaft den zweiten Platz belegte.

## Erfolge und Auszeichnungen
- 2005 Teilnahme am CHL Top Prospects Game
- 2011 Yanick Dupré Memorial Award
- 2011 Calder-Cup-Gewinn mit den Binghamton Senators

### International
- 2004 Goldmedaille bei der World U-17 Hockey Challenge
- 2005 Silbermedaille bei der U18-Junioren-Weltmeisterschaft

## Karrierestatistik

### International
Vertrat Kanada bei:
- World U-17 Hockey Challenge 2004
- U18-Junioren-Weltmeisterschaft 2005

(Legende zur Spielerstatistik: Sp oder GP = absolvierte Spiele; T oder G = erzielte Tore; V oder A = erzielte Assists; Pkt oder Pts = erzielte Scorerpunkte; SM oder PIM = erhaltene Strafminuten; +/− = Plus/Minus-Bilanz; PP = erzielte Überzahltore; SH = erzielte Unterzahltore; GW = erzielte Siegtore; 1 Play-downs/Relegation; Kursiv: Statistik nicht vollständig)